# أوسكار بانو
أوسكار روبرتو بانو (ولد في 17 مارس 1935) هو لاعب شطرنج أرجنتيني يحمل لقب أستاذ كبير دولي.

## مسيرته في الشطرنج
حقق بامز شهرة مبكرة بعد فوزه ببطولة العالم الثانية للشطرنج للناشئين عام 1953، متفوقًا على أساتذة كبار مثل بوريسلاف إيفكوف، وبنت لارسن، وفريدريك أولافسون. في العام نفسه فاز ببطولة الأرجنتين، ونال لقب أستاذًا كبيرًا في سن العشرين.
شارك بانو في خمس بطولات بين المناطق، وكان أبرز نجاح له في جوتنبرج عام 1955، حيث حقق المركز الثالث من بين 21 لاعبًا، بفارق نصف نقطة فقط عن المركز الثاني ومتقدمًا على لاعبين مثل إفيم جيلر وتيجران بتروسيان وبوريس سباسكي، وقد فاز على بطل العالم المستقبلي سباسكي في لعبتهم الفردية. قاد هذا الإنجاز إلى تأهله إلى بطولة المرشحين لعام 1956 في أمستردام، حيث سيلعب الفائز مباراة من 24 مباراة على بطولة العالم مع ميخائيل بوتفينيك. مع ذلك، فإن مستواه من بين المناطق لم ينتقل وانتهى بالتعادل في المركزين الثامن والتاسع في ميدان من عشرة لاعبين.

## تصنيفه وأداؤه
وفقًا لموقع Chessmetrics، كان بانو مصنف في المركز الثامن عشر عالميًا في أوج عطائه، أواخر عام 1955. أما تصنيفه الرسمي في نظام تصنيف إيلو، وكان ترتيبه التاسع عشر عالميًا في أوج عطائه الثاني (1973).

## إنجازاته
حقق بانو العديد من النجاحات في بطولات مار ديل بلاتا. فاز بالبطولات الدولية عامي 1954 و1969(بالمشاركة مع ميغيل ناجدورف )، والبطولات المفتوحة أعوام 1986 ،1988، 1994.
كما حقق انتصارات بارزة في ببطولة بالما دي مايوركا الدولية القوية: عام 1971مع ليوبومير ليوبويفيتش، وعام 1972 بأفضل شوط فاصل مع فيكتور كورشنوي ويان سميكال، وتعادل بانو في المركز الأول في بطولة لون باين المرموقة عام 1977.
لعب بانو أحد عشر مرة لصالح الأرجنتين في أولمبياد الشطرنج (1954-1958، 1962، 1966-1970، 1976، 1986-1988، 1992). فاز فريق أولمبياد عام 1954 بالميدالية الفضية، بينما فاز فريقا عامي 1958 و1962 بالميدالية البرونزية. كان لا يزال نشطًا اعتبارًا من عام 2008، وحصل على المركز الثالث في بطولة بوبي فيشر التذكارية التي أقيمت في فيلا مارتيلي.

## روابط خارجية
- Oscar Panno على موقع الاتحاد الدولي للشطرنج (الإنجليزية)
- Oscar Panno على موقع مباريات الشطرنج (الإنجليزية)
- Oscar Panno على موقع 365Chess.com (الإنجليزية)
- Oscar Panno على موقع Chesstempo.com (الإنجليزية)
- Oscar Panno سجل أولمبياد الشطرنج على موقع OlimpBase.org (الإنجليزية)